# Samuel Sekuris
Samuel Sekuris (20. listopadu 1906 Radvaň – duben 1945 Koncentrační tábor Mauthausen) byl slovenský důstojník, účastník Slovenského národního povstání a oběť nacismu.

## Život

### Před druhou světovou válkou
Samuel Sekuris se narodil 20. listopadu 1906 v Radvani u Banské Bystrice v rodině koželuha Samuela Sekurise a Ľudmily, rozené Tulinské. Mezi lety 1917 a 1925 vystudoval gymnázium v Banské Bystrici, následně do roku 1927 absolvoval státní odbornou školu koželužskou v Hradci Králové. Prezenční vojenskou službu absolvoval mezi lety 1927 a 1928 v Domažlicích, v jejím rámci pak školu pro důstojníky horského dělostřelectva v záloze. Po jejím ukončení pracoval jako koželuh u svého otce, poté jako úředník na Ředitelství pošt a telegrafů v Bratislavě. Oženil se s Júlií Handlovskou, rovněž poštovní úřednicí. Jako důstojník v záloze se zúčastnil několika zdokonalovacích kurzů, v období všeobecné mobilizace na podzim 1938 zastával post velitele dělostřelecké baterie.

### Druhá světová válka
Po rozpadu Československa v březnu 1939 a vzniku Slovenské armády byl Samuel Sekuris znovu aktivován a jako pobočník velitele dělostřeleckého pluku 1 se v září 1939 zúčastnil tažení do Polska. Absolvoval další zdokonalovací kurzy, v roce 1940 mj. stáž v Německu. Poté zastával různé funkce v různých posádkách, mezi červnem a listopadem 1941 absolvoval turnus na východní frontě. 

#### Slovenské národní povstání
Od konce roku 1943 začal Samuel Sekuris spolupracovat s protifašistickým odbojem, po přeložení do Brezna v únoru 1944 se zapojil do příprav protiněmeckého povstání. Pod jeho patronací se v Brezně začal soustřeďovat vojenský materiál, souběžně s předstíranou protipartyzánskou činností sám s partyzány kontakty navazoval. Dne 15. srpna 1944 zorganizoval setkání mjr. J. Noska s partyzánským velitelem A. S. Jegorovem za účelem koordinace postupu po vypuknutí povstání. Pod jeho velením se 26. srpna 1944 brezenská posádka, která byla již předem rozmístěna na důležitých pozicích, jako první zapojila do povstání. Poté velel ústupovým bojům na Horehroní. Dne 20. října byl slovenskými státními orgány odsouzen v nepřítomnosti k trestu smrti. Po porážce povstání se ukrýval v prostoru Černého Balogu a poté v rodné Radvani. Zde byl 20. listopadu 1944 zatčen příslušníky Ústřední státní bezpečnosti, poté vězněn v Banské Bystrici a Bratislavě a 31. března 1945 odvezen do koncentračního tábora Mauthausen, kde začátkem dubna téhož roku za neznámých okolností zahynul.

## Posmrtná ocenění

### Vyznamenání
- Československá medaile za zásluhy
- Řád Slovenského národního povstání I. třídy
- Československý válečný kříž 1939
- Československá medaile Za chrabrost před nepřítelem

### Další ocenění
- Samuel Sekuris byl v roce 194 in memoriam povýšen do hodnosti podplukovníka a v roce 1948 do hodnosti plukovníka
- Po Samuelu Sekurisovi je pojmenována jedna z ulic v Brezně
- Samuelu Sekurisovi byl v roce 1969 v areálu brezenských kasáren odhalen pomník, po renovaci byl v roce 2018 přemístěn na hlavní městskou třídu[1]